# Wanda Romanelli
Wanda Romanelli (Roma, 7 marzo 1935) è una cantante italiana.

## Biografia
Comincia a cantare negli anni cinquanta nell'orchestra del Maestro William Galassini. Nel 1955 si aggiudica il secondo posto al Festival di Messina con il brano Il ponte sullo stretto. Nel 1957 prende parte alla Piedigrotta, dove ottiene un gran successo con le canzoni Giangiacomomaria e Ciuffetto rosso, entrambe firmate da Cioffi e Cutolo.
Partecipa al Festival di Sanremo 1962 dove presenta Fiori sull'acqua abbinata a Nelly Fioramonti e Lui andava a cavallo con Gino Bramieri. Nello stesso anno prende parte al Festival di Zurigo con il motivo Un'orchestrina nel mio cuor.
Nel 1963 prende parte alla seconda edizione del Festival Città di Ercolano, dove si aggiudica il terzo premio con la canzone Cha cha cha d'ò seiciento eseguita in abbinamento con Lucia Valeri. Propone anche il brano Quatte core 'nnammurate in abbinamento con Pino Mauro e la Valeri.
Ha inoltre preso parte a varie edizioni del Festival di Napoli: nel 1961 presenta N'ata dummeneca in abbinamento con Franco Ricci e Ll'onne con Claudio Villa. Nell'edizione del 1967 canta Napule vò cantà!... in coppia con Nando Prato.
Nel corso della sua carriera si è anche dedicata spesso al jazz, lavorando tra gli altri con Nunzio Rotondo.

## Discografia parziale

### 78 giri
- 1955 – Ti porterò fortuna/Al festival del Jazz (RCA Italiana, A25V 0199)
- 1955 – Il walzer del carrettiere/Il ponte sullo stretto (Cetra, DC 6395; lato A canta Antonio Vasquez; lato B canta Wanda Romanelli)
- 1956 – Lasciami sperare/Tanti auguri (Cetra, DC 6639)
- 1957 – Bene mio/'Nammurate dispettuse (Cetra, DC 6775; lato A canta Rino Palombo; lato B cantato insieme a Rino Palombo)
- 1957 – Storta va... deritta vene/'Nammurate dispettuse (Cetra, DC 6776; lato A canta Rino Palombo; lato B cantato insieme a Rino Palombo)
- 1957 – Nada mas/Pampa d'amore (Cetra, DC 6775; lato A canta Luciana Gonzales)
- 1957 – Tu non mi baci/L'orologio del cuore (Cetra, DC 6639)
- 1957 – Chella teneva 'o pepe/Giangiacomomaria (Cetra, DC 6828)
- 1958 – Tu vuò fà l'americano/'E... suonne (Cetra, DC 6985)

### 45 giri
- 1957 – Suonatore 'e pianino/Polka brasiliana (Cetra, SP 87; lato A cantato insieme a Claudio Villa; lato B canta Claudio Villa)
- 1958 – Dillo con le rose/Marianne calypso (Cetra, SP 222)
- 1958 – Tu sorridi (e passa un angelo)/L'uomo innamorato (Cetra, SP 223)
- 1959 – 'A frangesa/La spagnola (Cetra, SP 325)
- 1959 – È tempo perso/Bevilacqua Gustavino (Cetra, SP 535)
- 1959 – Rimpianto/Lo stregone (Cetra, SP 622)
- 1961 – Mamita cha cha/M'hai lasciato sola (Sabrina, ms 202)
- 1961 – Ll'onne/Palummella swing (Cinevox, SC 1001)
- 1961 – N'ata dummeneca/Napoli shock (Cinevox, SC 1002)
- 1961 – Controra/Settembre cu mme (Cinevox, SC 1003)
- 1961 – Cunto 'e lampare/Comme cantava Napule (Cinevox, SC 1004)
- 1961 – Cerco gli occhi tuoi/Ci dev'essere un mondo (Cinevox, SC 1005)
- 1962 – Fiori sull'acqua/Gondolì gondolà (Cinevox, 1006)
- 1962 – Tango italiano/Pesca tu che pesco anch'io (Cinevox, SC 1007)
- 1962 – Buongiorno amore/Inventiamo la vita (Cinevox, SC 1008)
- 1962 – Quando quando quando/Cipria di sole (Cinevox, SC 1009)
- 1962 – Stanotte al luna park/Il mio mare (Cinevox, SC 1010)
- 1962 – A bassa voce/Sempre t'amerò (Cinevox, SC 1011)
- 1962 – Il cielo cammina/A bassa voce (Cinevox, SC 1012)
- 1962 – I giorni/Twist oh darling (Cinevox, SC 1013)
- 1962 – Serenata ad Agrigento/Il mio mare (Cinevox, SC 1014)
- 1962 – Un'orchestrina nel mio cuor/Cerco gli occhi tuoi (Cinevox, SC 1015)
- 1966 – Good Lovin'/Non sarà la stessa cosa (Beat Records Company, bt 005)
- 1966 – So che ti piaccio così/La ragazza del chiaro di luna (Beat Records Company, bt 006)
- 1967 – Napule vò cantà!.../'Na lacrema (King, AFK 56072)
- 1967 – Il ballo della mela/Quando domani (King, AFK/N 55022)